# Tromper
Tromper (ook wel Trompert, Trompers of de Tromper) is de naam van een van oorsprong Rotterdams regentengeslacht. De familie wordt vermeld vanaf het begin van de vijftiende eeuw in Rotterdam en omgeving en levert in de loop van de zestiende en zeventiende eeuw bestuurders in Rotterdam, Gouda en Oudewater.

## Oorsprong
De vroegst bekende voorouder zou een rond 1460 geboren Pieter Tromp(er) zijn. Zijn zoon Jacob Pietersz. Tromper diende van 1524 tot en met 1540 als raad in de vroedschap van Rotterdam, werd driemaal schepen en viermaal burgemeester van Rotterdam. Hij overleed in 1540/1541. Al zijn kinderen trouwden met leden van het Rotterdams patriciaat. Van zijn zoons werden er vier schepen en één burgemeester. Zijn zoon Willem Jacobsz. Tromper trouwde met Katrijn Benningh, de kleindochter van de burgemeester van Amsterdam, en vertrok naar Gouda alwaar hij de stamvader werd van de Goudse tak van het geslacht.